# Justicia exsul
Justicia exsul är en akantusväxtart som beskrevs av Raymond Benoist. Justicia exsul ingår i släktet Justicia och familjen akantusväxter. Inga underarter finns listade i Catalogue of Life.